# Ceratitis divaricata
Ceratitis divaricata är en tvåvingeart som först beskrevs av Munro 1933.  Ceratitis divaricata ingår i släktet Ceratitis och familjen borrflugor. Inga underarter finns listade i Catalogue of Life.